# 特務歐寶
《特務歐寶》（Special Agent Oso）是一部給學齡前兒童觀看的3D動畫，在迪士尼青少年頻道播出。

## 情節
故事通常由歐寶的特殊訓練開始，歐寶接受特殊訓練時會遇到困難，接著訓練會被緊急呼叫打斷。甲蟲式的小攝影機發現有小朋友遇到困難時，會發送訊號給人造衛星，人造衛星則會傳訊息給多斯先生令他呼叫歐寶去進行任務。
當歐寶抵達現場後會了解狀況，並藉著助理提供的「特殊三步驟」完成這次的任務，取得獎章、並和小朋友道別之後會繼續訓練課程，並將任務中得到的經驗運用在特殊訓練之中，完成特殊訓練。

## 角色
- 歐寶（Oso，聲：Sean Astin）

黃色的熊，耳尖、眼睛和手的部分是藍綠色，負責幫助世界各地的小朋友解決問題，並且完成特務訓練，口頭禪是「一切都在計畫中」。是一名特務，形象如同兒童版的詹姆士龐德。
- 波波（Paw Pilot，聲：Meghan Strange，台灣：劉小芸）

歐寶的助理，在歐寶的右胸掛著的液晶螢幕中出現，是紫色頭髮的少女，沒有出現過頸部以下的身體部位，會提供「特殊三步驟」和檢核表讓歐寶完成每次的任務。
- 多斯先生（Mr. Dos，聲：Gary Anthony Williams）

各個特務的的老大，每次有緊急任務的時候會透過歐寶的手錶通知歐寶去執行任務。
- 特務阿飛（Wolfie，聲：Phill Lewis）

水藍色的狼，口頭禪是「了嗚~不起！」（「了」的尾音會發出像狼嚎的聲音），負責指導特務歐寶進行特務訓練。
- 特務多蒂（Dottie，聲：Amber Hood）

狐狸，唯一一個女性特務，和阿飛一樣，負責指導特務歐寶進行特務訓練。
- 特務莫山

忍者，出場率最低的特務，不說話，是特務歐寶的訓練對手。
- 巴芙博士（Professor Buffo）

水牛，為一位博士，負責監察特務歐寶訓練。
- 火車偉帕

一輛火車。
- 大耳偉利（Whirly Bird，聲：Cam Clarke）

一台直升機，幫助歐寶到任何地方。時常會因為誤解歐寶的話，而導致歐寶從空中掉落。